# Comté de Laurens (Caroline du Sud)
Pour le comté de Géorgie, voir Comté de Laurens (Géorgie).
Le comté de Laurens est l’un des 46 comtés de l’État de Caroline du Sud, aux États-Unis. Il a été fondé en 1785. Son siège est la ville de Laurens. Selon le recensement de 2010, la population du comté est de 66 537 habitants.

## Géographie
Le comté a une superficie de 1 875 km2, dont 1 852 km2 de terre ferme.

## Démographie
| 1790  | 1800   | 1810   | 1820   | 1830   | 1840   |
| ----- | ------ | ------ | ------ | ------ | ------ |
| 9 337 | 12 809 | 14 982 | 17 682 | 20 863 | 21 584 |

| 1850   | 1860   | 1870   | 1880   | 1890   | 1900   |
| ------ | ------ | ------ | ------ | ------ | ------ |
| 23 407 | 23 858 | 22 536 | 29 444 | 31 610 | 24 311 |

| 1910   | 1920   | 1930   | 1940   | 1950   | 1960   |
| ------ | ------ | ------ | ------ | ------ | ------ |
| 26 650 | 42 560 | 42 094 | 44 185 | 46 974 | 47 609 |

| 1970   | 1980   | 1990   | 2000   | 2010   | - |
| ------ | ------ | ------ | ------ | ------ | - |
| 49 713 | 52 214 | 58 092 | 69 567 | 66 537 | - |